# St. Johannes (Fellbach)

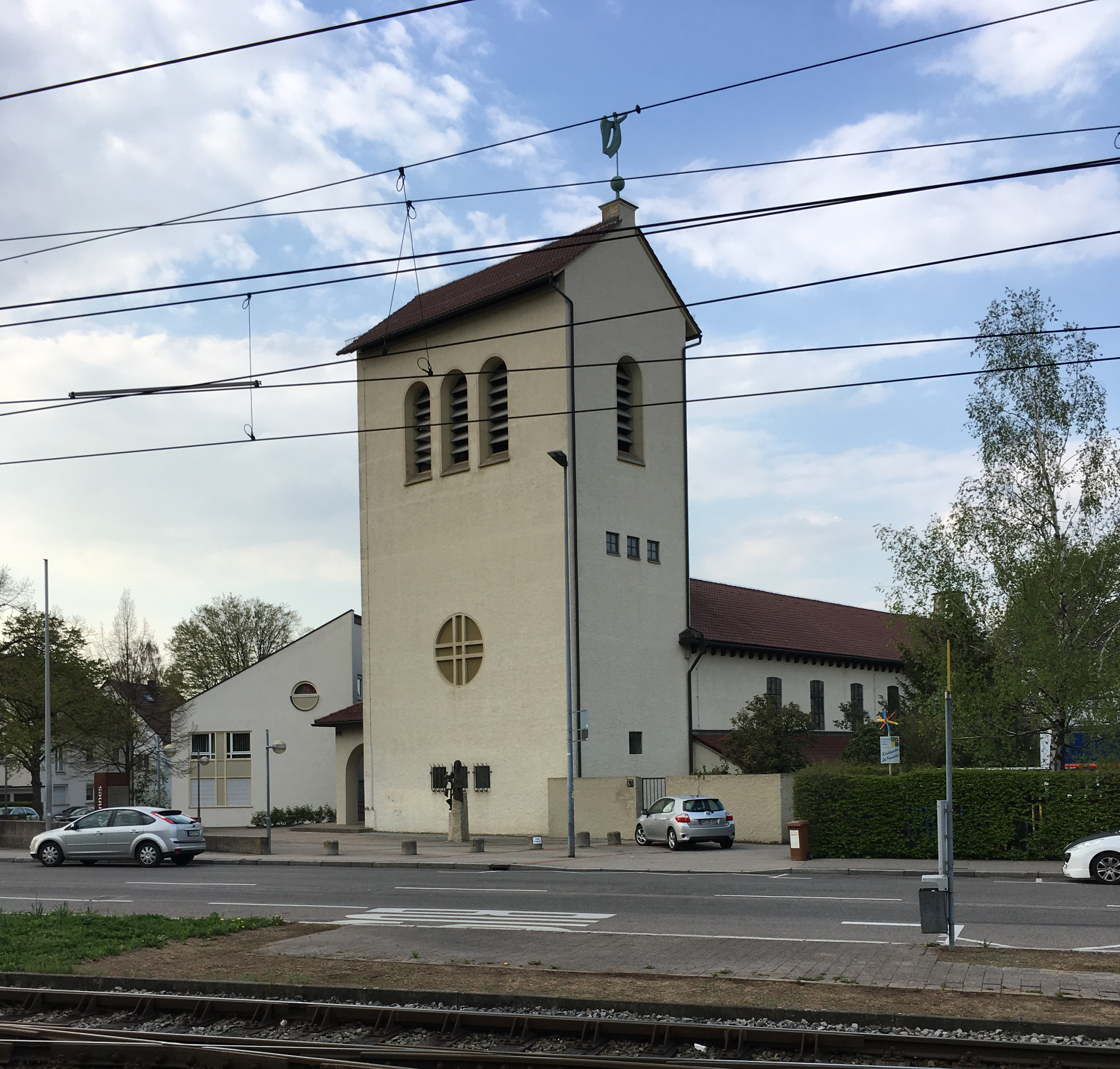

Die Kirche St. Johannes in Fellbach ist ein aus dem Jahr 1923 stammendes, 1948–1950 auf seine heutige Gestalt erweitertes Kirchengebäude der römisch-katholischen Kirchengemeinde.

## Geschichte
Der Grundstein für die Kirche St. Johannes wurde am 6. Mai 1923 in der Zeit der Hyperinflation am Stadtrand von Fellbach gelegt. Nach Entwurf des Architekten Philipp Olkus entstand eine Notkirche mit 400 Sitzplätzen. Dank der Unterstützung durch Handwerker und die Stadt Fellbach konnte der Bau zügig ausgeführt werden, so dass die Kirche am 14. Oktober 1923 von Weihbischof Joannes Baptista Sproll als St. Johannes Evangelist eingeweiht werden konnte. 1929 wurde schließlich eine Orgel gekauft, die 1978 wegen Unspielbarkeit ausgewechselt werden musste. Während des Zweiten Weltkriegs wurde die Kirche so stark beschädigt, dass sie erst ab 1848–1950 instand gesetzt und um Chorraum und Turm erweitert werden konnte. Der ganze Kirchenraum wurde 1992 nach Plänen des Architekten Klaus Franz neu gestaltet, der auch die Fellbacher Kirche Maria Regina plante. Gleichzeitig erfolgte eine Modernisierung an den elektrischen Anlagen und der Heizung.

## Ausstattung
Die Kirche verfügt über eine kleine Orgel mit einem modern gestalteten Orgelprospekt.

## Kunstwerke

### „Pieta“
Die gegenüber dem Haupteingang angebrachte Statue, die Maria mit einem mit Wundmalen übersäten Jesus auf dem Schoß darstellt, wurde während der Sanierung 1992 zu einem Restaurator gebracht, der feststellte, dass sie im 15. Jahrhundert geschnitzt wurde. Die Herkunft der Pietà ist nicht bekannt.

### Evangelistenfenster
Das Evangelistenfenster auf Höhe des Altars zeigt symbolisch die vier Evangelisten: Markus als Löwe, Johannes als Adler, Lukas als Stier und Matthäus als geflügelter Mensch.

### Johannes-Statue
Die Bronzestatue des Münchner Künstlers Johannes Raphael Potzler, die direkt und zentral vor der Kirche steht, wurde am 19. März 2000 errichtet. Sie zeigt den Evangelisten Johannes, den Patron der Kirchengemeinde, der ein offenes Buch in der Hand hält, in dem der Text „Am Anfang war das Wort“ zu lesen sind – der Beginn des Johannesevangeliums.